# Aston Martin Cygnet
Aston Martin Cygnet är en mikrobil tillverkad av den brittiska biltillverkaren Aston Martin. Lanseringen ägde rum på den 81:e bilsalongen i Genève 2011. Cygnet är baserad på Toyota iQ. Bilen är en miljöbil.

## Tekniska data
- Motor = 1,3-liters tvärmonterad radmotor, 4 cylindrar, 1329 cc
- Drivmedel = Bensin
- Effekt = 98 hästkrafter vid 4 400 rpm
- Maximalt vridmoment = 125 Nm vid 6 000 rpm
- Kraftöverföring = Motorn fram, framhjulsdrift, 6-växlad manuell låda
- CO2-utsläpp = 116 g / km
- Längd x bredd x höjd = 308 cm x 168 cm x 150 cm
- Fartresurser = 0 – 100 km / tim 11,8 sekunder, toppfart 170 km / tim
- Bränsleförbrukning = Stad 0,6 liter / mil, landsväg 0,42 liter / mil, blandad körning 0,5 liter / mil

## Bilder

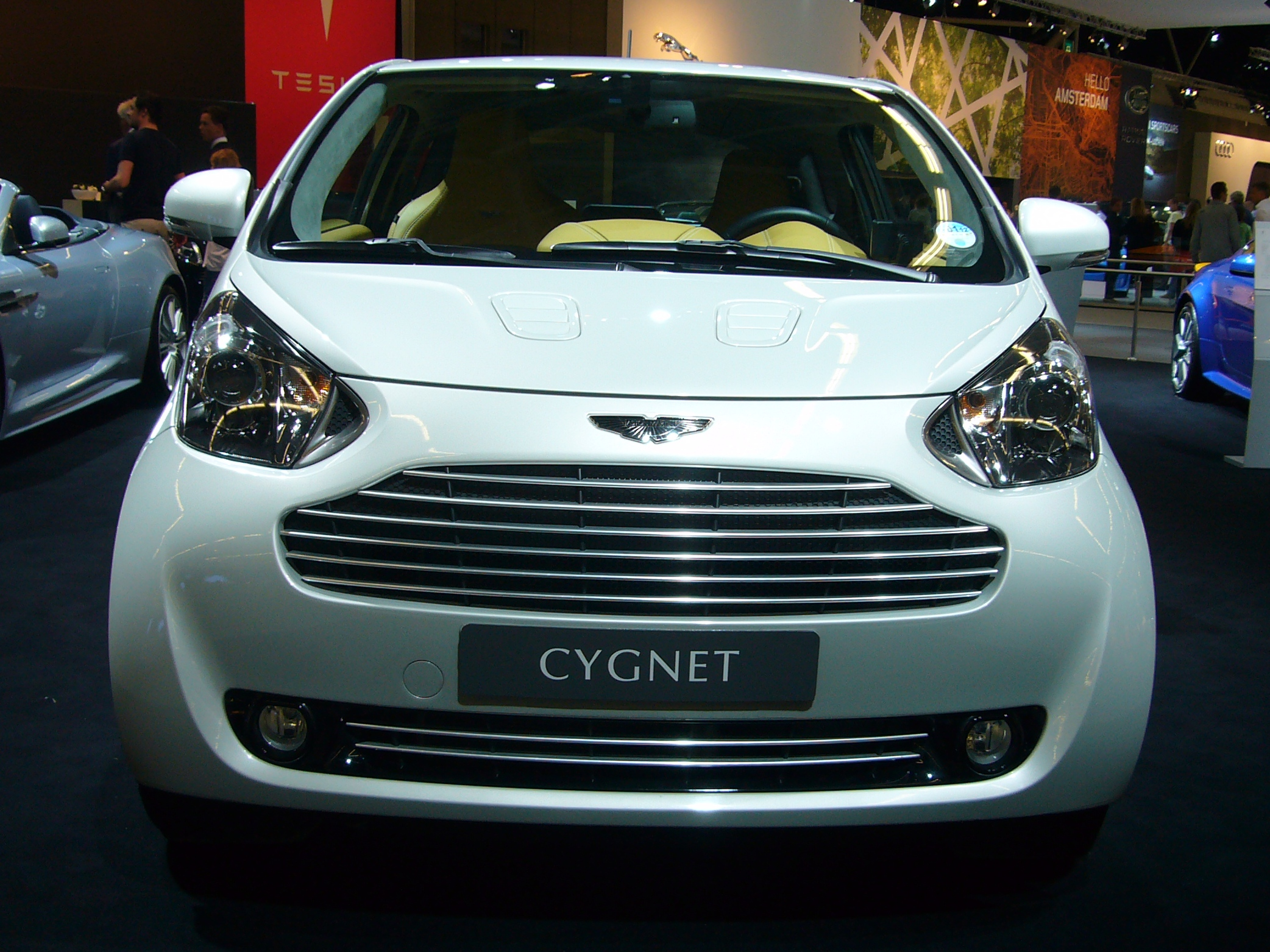
Cygnet framifrån
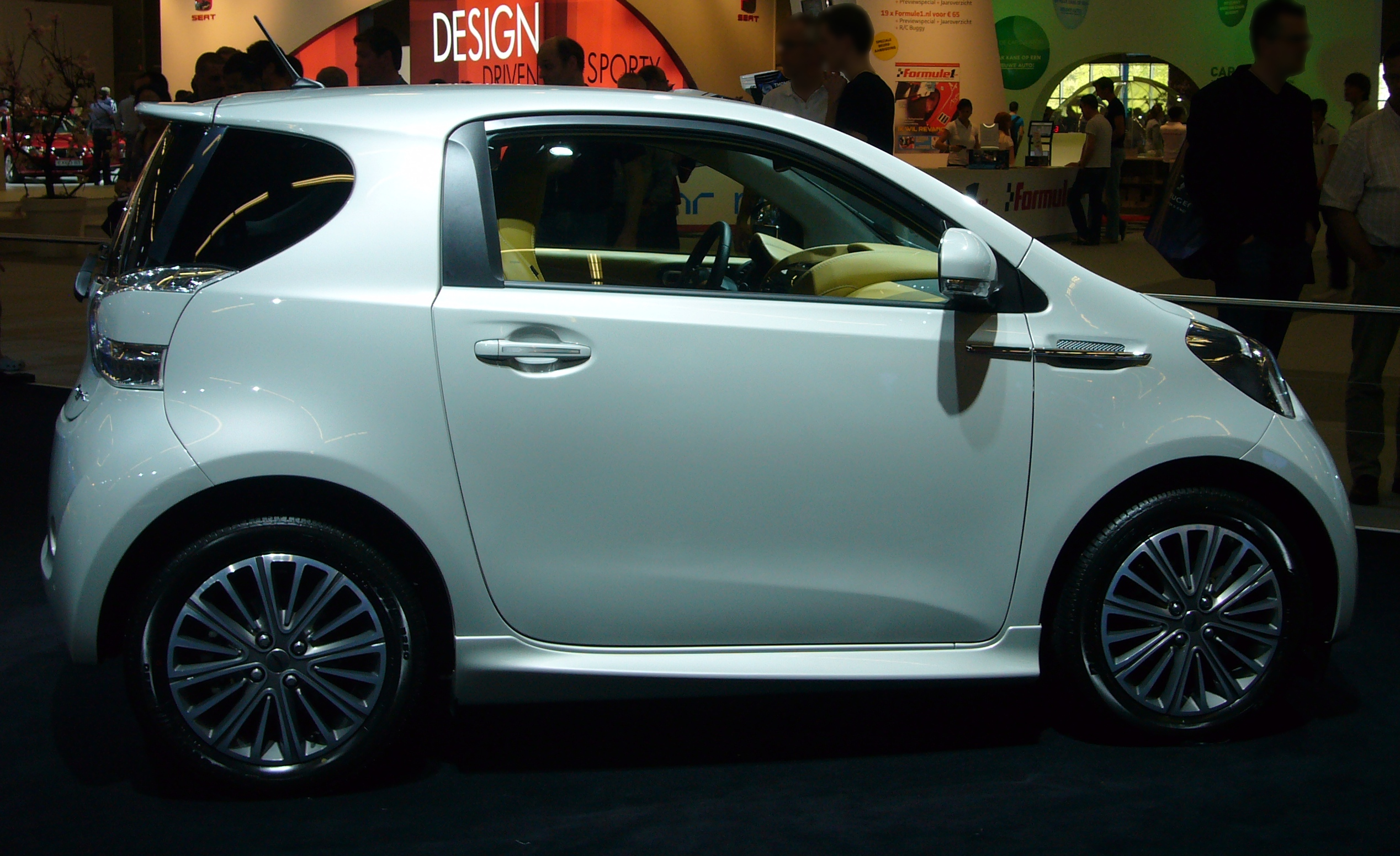
Cygnet från sidan
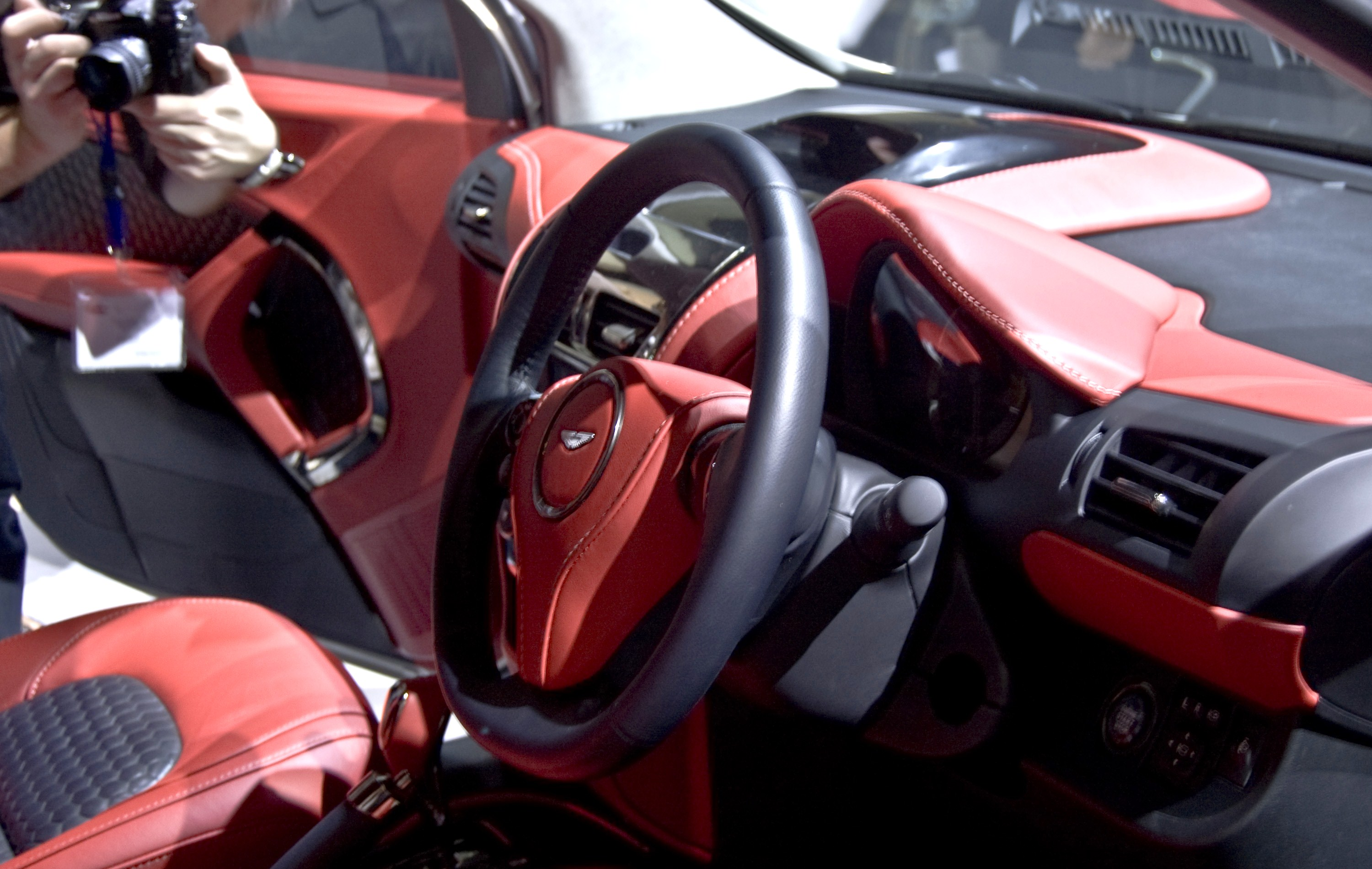
Interiör i Cygnet